# Neria
Neria [nɜʁiˈa] (nach alter Rechtschreibung ebenfalls Neria) ist eine wüst gefallene grönländische Siedlung im Distrikt Paamiut in der Kommuneqarfik Sermersooq.

## Lage
Neria liegt an der Südküste einer gleichnamigen Insel. Direkt vor dem Ort mündet der Sund Tunorput, der die Insel Neria vom Festland trennt, in den Fjord Neria. Paamiut liegt 51 km nordwestlich und Arsuk 61 km südöstlich.

## Geschichte
Neria wurde vor 1840 besiedelt. Ab 1911 gehörte Neria zur Gemeinde Narsalik. 1918 gab es 112 Menschen am Wohnplatz, die in 16 Häusern lebten. Es gab eine aus Stein gebaute ca. 32 m² große Schulkapelle mit einem 2,5 m breiten Schulzimmer, das durch eine Doppeltür abgetrennt war. In der Kapelle befanden sich ein Altar, ein Predigtpult und eine Orgel und in ihr arbeiteten ein ungelernter Katechet und ein Leser. Unter den Bewohnern waren 16 Jäger und ein Fischer und sie lebten von der Jagd auf Robben, Rentiere und Füchse.
1936 wurde eine neue Schulkapelle in Neria gebaut und 1944 erhielt der Ort ein Fischhaus. Der Fischfang florierte und jeder Fischer fing durchschnittlich mehr als zehn Tonnen Fisch pro Jahr. Die Einwohnerzahl lag in der ersten Hälfte des 20. Jahrhunderts konstant bei rund 100 Personen. 1950 wurde Neria in die Gemeinde Paamiut eingegliedert. 1960 lebten 93 Personen in Neria, aber schon 1966 verließen die letzten Bewohner den Ort, der seither verlassen ist.